# Justin & Christina
Justin & Christina é o um extended play (EP) dos cantores norte-americanos Justin Timberlake e Christina Aguilera. O álbum foi lançado no segundo trimestre de 2003 para ajudar na divulgação da turnê "Justified/Stripped Tour" de ambos cantores.Foi lançado exclusivamente pela rede de lojas de varejo Target. O disco é composto por remixes de seus maiores sucessos, incluindo uma nova faixa de cada artista.

## Faixas
Créditos adaptado do encarte de Justin & Christina.
| N.º | Título                                             | Compositor(es)                                  | Produtor(es)              | Duração |  |
| 1.  | "That's What Love Can Do"                          | Christina Aguilera, Glen Ballard                | Ballard                   | 3:44    |  |
| 2.  | "Why, When, How"                                   | Justin Timberlake, Antonio Dixon, Anthony Nance | Andre Harris, Vidal Davis | 4:01    |  |
| 3.  | "Beautiful" (Valentin Club Mix)                    | Linda Perry                                     | Perry                     | 5:56    |  |
| 4.  | "Rock Your Body" (Paul Oakenfold Mix)              | Timberlake, Chad Hugo, Pharrell Williams        | Williams e Hugo           | 5:38    |  |
| 5.  | "Fighter" (Hellraiser Remix)                       | Aguilera, Scott Storch                          | Storch, Aguilera, E. Dawk | 5:13    |  |
| 6.  | "Cry Me a River" (Bill Hamel Justinough Vocal Mix) | Timberlake, Timothy Mosley, Storch              | Timbaland                 | 7:44    |  |